# Auf die Nüsse!
Auf die Nüsse! ist ein Brettspiel für zwei bis vier Personen von Michael Feldkötter. Es erschien 2012 bei dem deutschen Verlag Amigo und wurde auf den Internationalen Spieltagen in Essen vorgestellt. Bei dem Spiel müssen die Mitspieler mit Hilfe von Eichhörnchen möglichst viele Nüsse unterschiedlicher Arten sammeln, um ihren Wintervorrat aufzustocken.

## Thema und Ausstattung
Bei „Auf die Nüsse!“ handelt es sich um ein Spiel, bei dem die Spieler durch würfeln möglichst viele Eichhörnchen auf ein Spielbrett bringen müssen, mit denen sie in der Folge verschiedene Nüsse sammeln und in ihre Nusslager bringen können. Dabei würfeln sie die Eichhörnchen mit drei Spielwürfeln über eine Würfelleiste in das Spielfeld und müssen dabei verhindern, ein Ergebnis doppelt zu bekommen und so leer auszugehen (Push your luck).
Das Spielmaterial besteht neben der Spielanleitung aus:
- einem Spielplan mit sechs aufsteckbaren Hecken,
- 60 Eichhörnchenfiguren, jeweils 15 in den vier Spielerfarben (rot, weiß, blau, schwarz),
- drei Würfel, davon zwei weiße und ein grüner,
- 32 Nusslager, jeweils acht Karten für jeden Spieler,
- 60 Nusskarten, davon je 12 Walnüsse, Haselnüsse, Bucheckern und Eicheln sowie 12 Jokerkarten, und
- eine Spielfigur „David, der diebische Waschbär“.

## Spielweise

### Spielvorbereitung
Zu Beginn des Spiels wird der Spielplan in der Tischmitte aufgebaut und jeder Spieler wählt eine Farbe. Die Spieler bekommen alle Eichhörnchen ihrer Farbe sowie acht Nusslager mit dem jeweils gleichen Eichhörnchenmotiv. Die Nusskarten werden gemischt, danach werden die obersten vier Karten unter die Würfelleiste des Spielfelds gelegt, sodass nur das Feld unter der „7“ frei bleibt. Jeder Spieler erhält eine Nusskarte als Start, die er direkt in eines seiner Nusslager legen muss. Acht weitere Nusskarten werden zur Seite gelegt, die restlichen Karten werden als verdeckter Nachziehstapel abgelegt. Beginnend mit einem Startspieler spielen die Spieler im Uhrzeigersinn und machen nacheinander ihre Züge. Mit Ausnahme des Startspielers dürfen die folgenden Spieler abhängig von ihrer Position zum Start ein bis drei Eichhörnchen auf beliebige Felder des 2er-Bereichs des Spielplans stellen, wobei nie zwei gleiche Eichhörnchen im gleichen Feld stehen dürfen.

### Spielablauf
Der jeweils aktive Spieler würfelt mit den drei Würfeln und wählt eine Kombination aus dem grünen und einem der weißen Würfel aus. Er stellt ein eigenes Eichhörnchen auf das der Augenzahl entsprechende Feld auf dem Spielplan. Er darf dies solange wiederholen, bis er entweder seinen Zug freiwillig abbricht oder keine Kombination bilden kann, die nicht bereits besetzt ist. Kann er kein Eichhörnchen platzieren, muss er alle Eichhörnchen zurücknehmen und seinen Zug beenden. Entscheidet er sich, freiwillig nicht mehr zu würfeln, darf er alle auf der Zählleiste abgestellten Eichhörnchen in den 2er-Bereich des Spielplans stellen.
Nachdem der aktive Spieler seine Eichhörnchen in den 2er-Bereich geschoben hat, wird überprüft, ob er Nusskarten erhalten kann. Dafür wird zuerst der 2er-Bereich ausgewertet: wenn er dort mindestens zwei Eichhörnchen stehen hat, darf er diese beiden zurücknehmen und die Nusskarte unter dem Feld zu sich nehmen. Die Karte wird sofort ersetzt und alle Hörnchen anderer Farbe werden nach oben in das 3er-Feld geschoben, der jeweils zwei 2er-Felder überspannt. Im vordersten und hintersten Feld (2, 3, 4 und 10, 11, 12) kann eine eigene Spielfigur stehenbleiben und prinzipiell im nächsten Zug zu vier Hörnchen der eigenen Farbe führen – in den Fall bekommt der Spieler zwei Nusskarten hintereinander. Danach wird im 3er-Bereich geprüft, in dem der Spieler drei eigene Eichhörnchen braucht, um eine der beiden unter dem Spielplan liegenden Karten zu bekommen. Auch hier nimmt er die Hörnchen zurück und wählt eine Karte, die Hörnchen der anderen Mitspieler mit weniger als drei Hörnchen in dem Bereich schiebt er in den 4er-Bereich, der das gesamte Feld überspannt. Zuletzt wird der 4er-Bereich gewertet und jeder Spieler mit vier Hörnchen in diesem Bereich wählt, beginnend mit dem aktiven Spieler, je eine der Nusskarten. Dabei wird auch hier immer sofort eine neue Karte aufgedeckt, wenn ein Spieler eine Karte nimmt. Die Waschbärfelder des 2er- und 3er-Bereichs (Würfelwurf „7“) werden auf die gleiche Weise ausgewertet, wie die restlichen Felder. Hat ein Spieler hier 2 oder 3 Hörnchen, darf er allerdings eine von allen ausliegenden Karten wählen und zusätzlich eine Nuss (kein Joker) aus einem noch nicht vollständig gefüllten Nusslager bei einem beliebigen Mitspieler stehlen. Der bestohlene Mitspieler bekommt die Waschbärfigur und darf erst dann wieder bestohlen werden, wenn diese Figur zu einem anderen Spieler kommt.
Jedes Mal, wenn ein Spieler eine Nusskarte erhält, muss er diese sofort in ein passendes Nusslager platzieren. Dabei dürfen in jedem Nusslager nur Karten derselben Nussart gesammelt werden und sie dürfen nicht mehr umgelegt werden, wenn sie einmal abgelegt sind. Ein Nusslager ist gefüllt, wenn die Anzahl an Nüssen erreicht ist, die auf der jeweiligen Karte angegeben ist. Ist das Lager gefüllt, wird die Karte umgedreht und die Nüsse werden entfernt. Jokerkarten müssen nicht sofort in ein Lager gelegt werden, sie können stattdessen bis zum Spielende für eine der beiden abgebildeten Nussarten genutzt werden, um ein Lager zu füllen.

### Spielende und Auswertung
Das Spiel endet nach der Runde, in der der Zugstapel aufgebraucht wird. Danach werden die zu Beginn beiseitegelegten acht Karten als Zugstapel genommen und nacheinander der 2er-, 3er- und 4er-Bereich ausgewertet. Danach werden alle noch auf dem Plan liegenden Eichhörnchen in den 4er-Bereich geschoben und alle Spieler erhalten nacheinander für jeweils vier ihrer Hörnchen eine der ausliegenden Karten.
Die Wertung erfolgt, wenn alle Nusskarten und Joker in die Lager gelegt wurden. Die Spieler erhalten bei vollständig gefüllten Lagern die auf den Karten angegebenen Punktwerte und bei noch nicht vollständig gefüllten Lagern jeweils einen Punkt pro Nuss. Der Spieler, der die meisten Punkte hat, gewinnt, und bei einem Gleichstand gewinnt der Spieler mit dem wertvollsten vollständig gefüllten Lager.

## Entwicklung und Ausgaben
Auf die Nüsse! wurde von dem deutschen Spieleautor Michael Feldkötter entwickelt und von Amigo 2012 zu den Internationalen Spieltagen in Essen veröffentlicht. Die grafische Gestaltung stammt von dem Illustrator Loïc Billiau.
Die Spielebox Wien bezeichnete Auf die Nüsse! als „lustiges Würfelspiel, bei dem so richtig gezockt werden darf“ und bei dem „die SpielerInnen vor der Frage: ‚Aufhören‘ oder lieber doch ‚Weiterwürfeln‘“ stehen. Sie bezeichnen das Spiel als „die perfekte Wahl“ für „flotte Würfelspiel-Runden bei herbstlichen Spieleabenden“.

## Belege
1. 1 2 3 4 5 6 7 8 9 10  Auf die Nüsse!, Offizielle Spielregeln als Download bei Auf die Nüsse! (Memento des Originals vom 2. Juli 2016 im Internet Archive)  Info: Der Archivlink wurde automatisch eingesetzt und noch nicht geprüft. Bitte prüfe Original- und Archivlink gemäß Anleitung und entferne dann diesen Hinweis. auf der Website von Amigo; abgerufen am 14. Januar 2017.
2. ↑  
Versionen von Auf die Nüsse! in der Spieledatenbank BoardGameGeek (englisch); abgerufen am 15. Januar 2018.
3. ↑  Auf die Nüsse!, Spieleempfehlung der Spielebox Wien; abgerufen am 30. Juni 2024.